# Ворсо (Індіана)
Ворсо (англ. Warsaw) — місто (англ. city) в США, в окрузі Косцюшко штату Індіана. Населення — 15 804 особи (2020).

## Географія
Ворсо розташоване за координатами 41°14′33″ пн. ш. 85°50′51″ зх. д. / 41.24250° пн. ш. 85.84750° зх. д. (41.242505, -85.847570).  За даними Бюро перепису населення США в 2010 році місто мало площу 33,45 км², з яких 29,98 км² — суходіл та 3,47 км² — водойми.

## Демографія
Згідно з переписом 2010 року, у місті мешкало 13 559 осіб у 5461 домогосподарстві у складі 3311 родини. Густота населення становила 405 осіб/км².  Було 6066 помешкань (181/км²).
Расовий склад населення:
| - 89,5 % — білих - 2,2 % — азіатів - 1,6 % — чорних або афроамериканців - 0,5 % — корінних американців - 4,3 % — осіб інших рас |

До двох чи більше рас належало 2,0 %. Частка іспаномовних становила 10,4 % від усіх жителів.
За віковим діапазоном населення розподілялося таким чином: 25,2 % — особи молодші 18 років, 61,4 % — особи у віці 18—64 років, 13,4 % — особи у віці 65 років та старші. Медіана віку мешканця становила 34,8 року. На 100 осіб жіночої статі у місті припадало 96,4 чоловіків;  на 100 жінок у віці від 18 років та старших — 93,5 чоловіків також старших 18 років.
Середній дохід на одне домашнє господарство  становив 62 992 долари США (медіана — 46 195), а середній дохід на одну сім'ю — 74 594 долари (медіана — 53 283). Медіана доходів становила 41 211 долар для чоловіків та 29 211 долар для жінок. За межею бідності перебувало 12,8 % осіб, у тому числі 13,7 % дітей у віці до 18 років та 10,5 % осіб у віці 65 років та старших.
Цивільне працевлаштоване населення становило 6793 особи. Основні галузі зайнятості: виробництво — 40,1 %, освіта, охорона здоров'я та соціальна допомога — 18,7 %, роздрібна торгівля — 9,7 %, мистецтво, розваги та відпочинок — 7,2 %.